# Бей в барабаны
«Бей в барабаны» — дебютный студийный альбом российской музыкальной группы Вельвеt, выпущенный в ноябре 2008 года.

## Об альбоме
Альбом включает радиосинглы «Иду за тобой», «Бей в барабаны», «Стой». Песня «Стой» была в ротации Русского Радио, М-Радио, Европа Плюс и Радио Maximum, где попала в пятерку лучших песен «Хит-парада двух столиц», на данную композицию был снят видеоклип режиссёром из Москвы Георгием Тоидзе. Презентация альбома прошла 7 ноября в Москве в клубе «Б2» и в Санкт-Петербурге в клубе «Орландина».

## Список композиций
Слова и музыка всех песен — Екатерина Белоконь.
| №   | Название         | Длительность |
| --- | ---------------- | ------------ |
| 1.  | «Бей в барабаны» | 4:14         |
| 2.  | «Неосторожно»    | 3:53         |
| 3.  | «Смутное»        | 3:56         |
| 4.  | «Точки и паузы»  | 3:57         |
| 5.  | «Иду за тобой»   | 3:46         |
| 6.  | «Зачем»          | 3:14         |
| 7.  | «Если нет»       | 3:19         |
| 8.  | «Тишина»         | 3:30         |
| 9.  | «Стой»           | 3:45         |
| 10. | «Мост»           | 3:59         |
| 11. | «Кошка»          | 3:16         |
| 12. | «Всё сначала»    | 3:00         |

## Участники записи
| Приглашённые музыканты - Евгений Панков — саунд-продюсирование, рояль, клавишные, перкуссия, орган, rhodes, бас, композитор аранжировок (№ 7, № 9, № 13). - Сергей Большаков — саунд-продюсирование, сведение, мастеринг. - Денис Юровский — звукоинженер. - Андрей Звонков — гитара. - Александр Бочагов — гитара. - Максим Андрющенко — бас-гитара. - Антон Ревнюк — бас-гитара. - Сергей Кливенский — кларнет. - Пётр Тихонов — труба. - Михаил Смирнов — рояль, синтезатор polymoog. - Борис Лифшиц — барабаны. - Евгений Кудряшов — барабаны. - Сергей Чернышев — виброфон. - Ирина Акимцева — бэк-вокал. - Ирина Родилес — бэк-вокал. - Студия «Другие» — дизайн-оформление. | Вельвет - Екатерина Белоконь — вокал, музыка. - Николай Саробьянов — гитары. - Александр Лифшиц — бас-гитара. - Александр Зингер — ударные. |